# Boarmia intrusilinea
Boarmia intrusilinea là một loài bướm đêm trong họ Geometridae.